# 康輝控股
康輝控股（中國）公司是一家中國的醫療設備製造商，主要從事研發、生產及銷售創傷、脊柱和手術器械用品。康輝控股總部設於江蘇常州。

## 历史
康輝控股曾在紐交所上市，當時的上市代號是KH。2012年，美敦力以8.16億美元收購康輝控股。

## 外部連結
- 康輝控股公司網站
- 康辉医疗公司網站 （页面存档备份，存于）